# Haricot de Lima
Pour les articles homonymes, voir haricot (homonymie) et Lima (homonymie).
Espèce

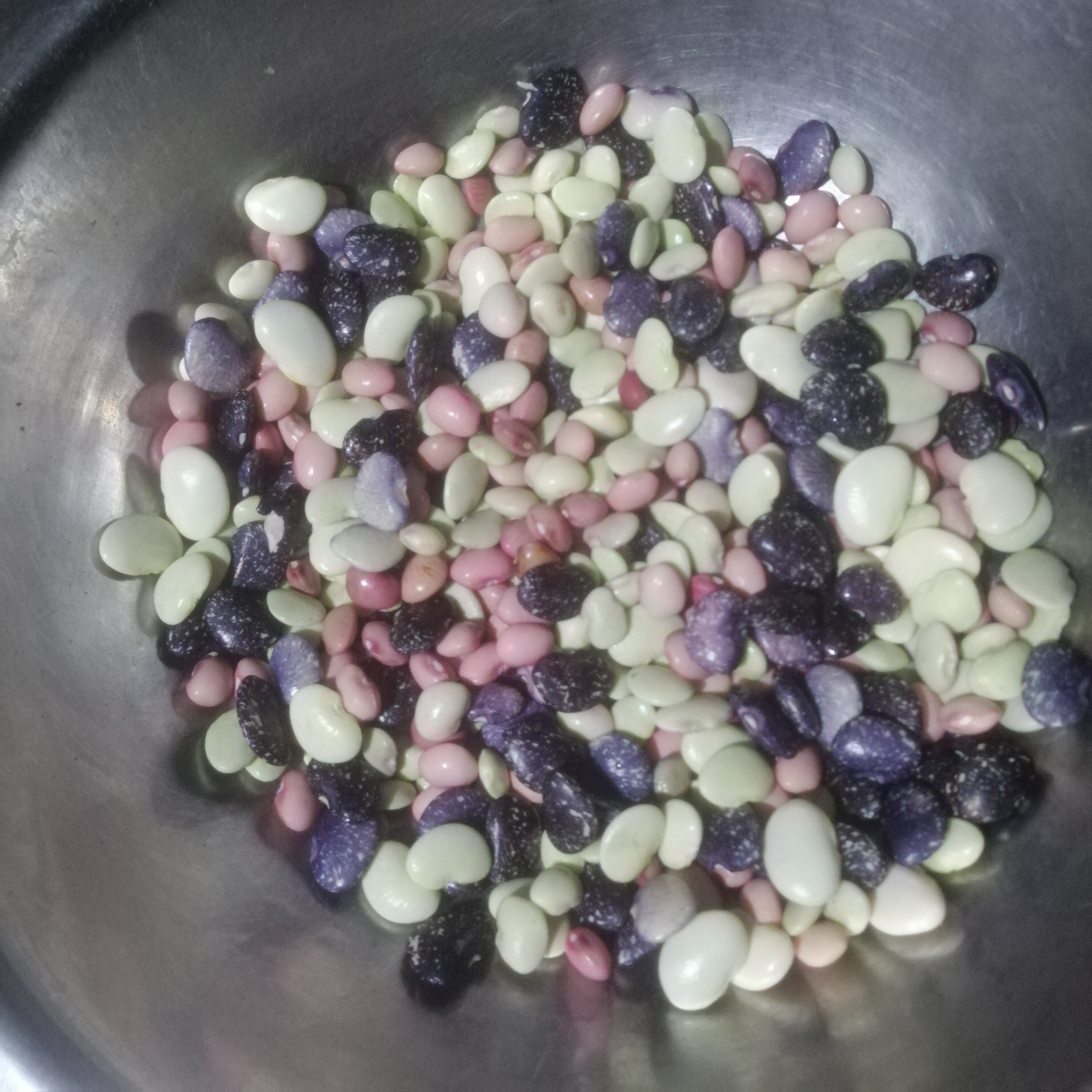
Haricot de lima.

Le haricot de Lima (Phaseolus lunatus) est une espèce de plantes à fleurs de la famille des Fabacées (ou Légumineuses). C'est une plante herbacée cultivée dans les pays chauds pour ses graines et consommées comme légume à l'instar du haricot commun (Phaseolus vulgaris).

## Dénominations
- Nom scientifique valide : Phaseolus lunatus  L., 1753[1];[2].
- Noms vulgaires (vulgarisation scientifique) : haricot de Lima[3],[4],[5],[6],[7], haricot du Cap[3],[7], pois du Cap[3],[5],[6].
- Noms vernaculaires (langage courant), pouvant désigner éventuellement d'autres espèces : fève de Java[5], haricot de Madagascar ou tsidimy [6],[7], haricot de Siéva[7], haricot du Tchad[7], fève créole[6], pois chouche ou pois doux (Antilles)[6], fève de Lima (Canada)[6], gros pois (Réunion)[8], pois savon[6], etc. (en anglais : Lima bean et/ou butter bean , espagnol : haba lima, allemand : Limabohne, malagasy : Kabaro, tsidimy  , etc.).

## Description
Le haricot de Lima est une plante herbacée grimpante, aux tiges glabres ou pubescentes pouvant atteindre 4,5 m de long et même beaucoup plus pour les plants vivaces. Le système racinaire bien développé peut atteindre deux mètres de profondeur, ce qui permet à la plante de bien résister à la sécheresse. Certaines racines renflées permettent à la plante d'être vivace.

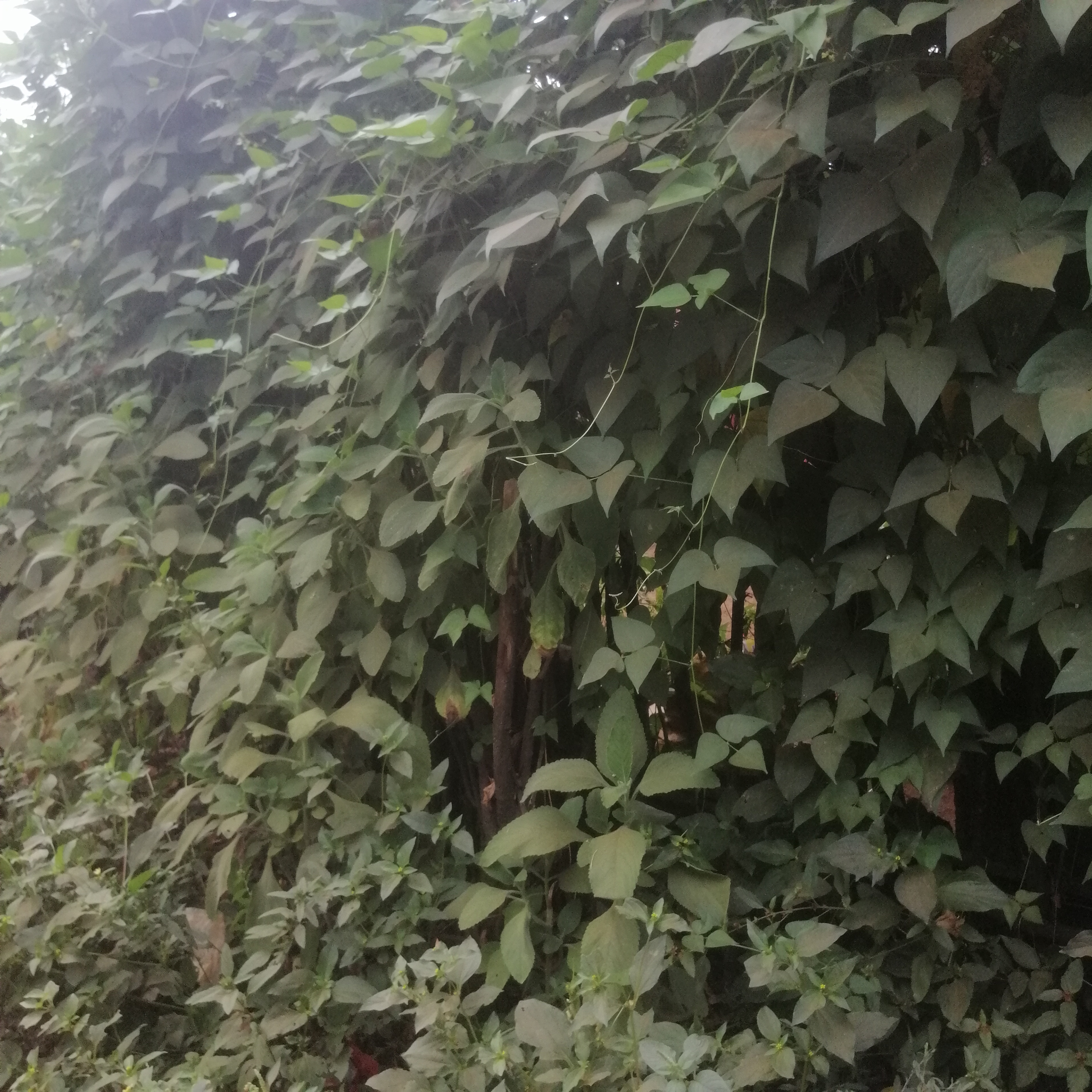
Feuilles deTsidimy/haricot de lima.

Les feuilles sont composées trifoliolées, avec un pétiole de 2 à 19 cm de long ; les folioles, de forme ovale-lancéolée ou presque losangée, ont de 3 à 15 cm de long.
Les inflorescences sont des grappes naissant à l'aisselle des feuilles portées par un pédoncule de 1,5 à 30 cm de long.

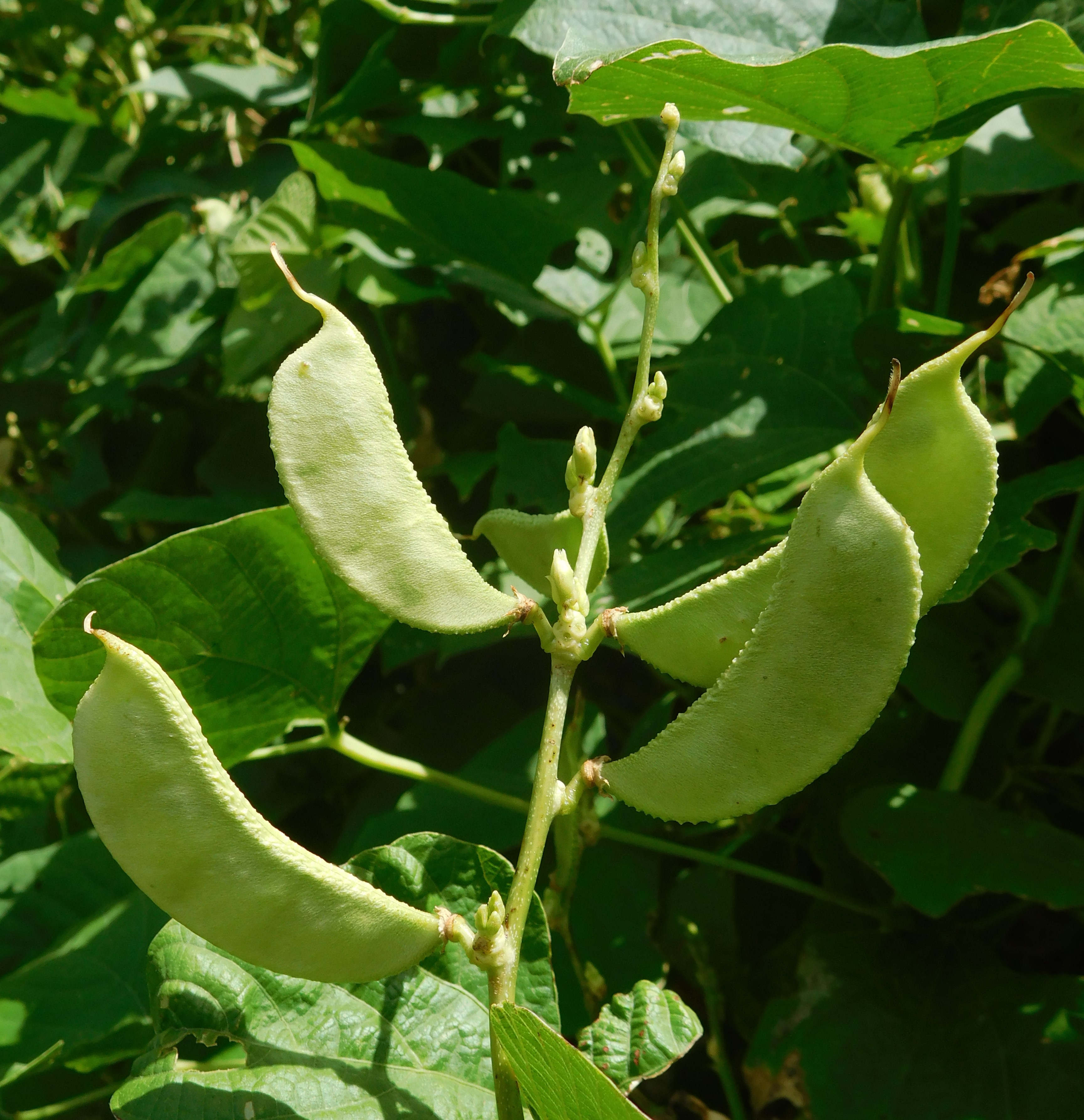
gGousse de phaseolus lunatus.

Le calice, pubescent, est formé de cinq sépales soudés laissant apparaître des dents de 5 à 8 mm de long formant deux lèvres.
La corolle a la structure typique des fleurs « papilionacées ». Elle comprend cinq pétales libres de couleur blanche, jaunâtre ou rose clair, l'étendard a 5 à 7 mm de long.
La carène, de 10 à 14 mm de long, est spiralée sur un tour et demi.
Les fruits sont des gousses de 5 à 11 cm de long sur 1,2 à 2,5 cm de large, de forme oblongue plus ou moins arquée.
Ils contiennent de 2 à 4 graines, parfois 5, réniformes, assez grandes (de 8 à 11 mm de long sur 6 à 7 mm de large).
Contrairement aux autres haricots du genre Phaseolus, la germination est épigée.

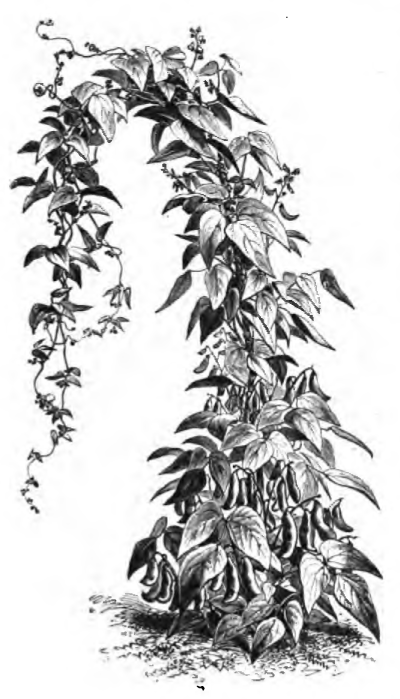
Pied cultivé.
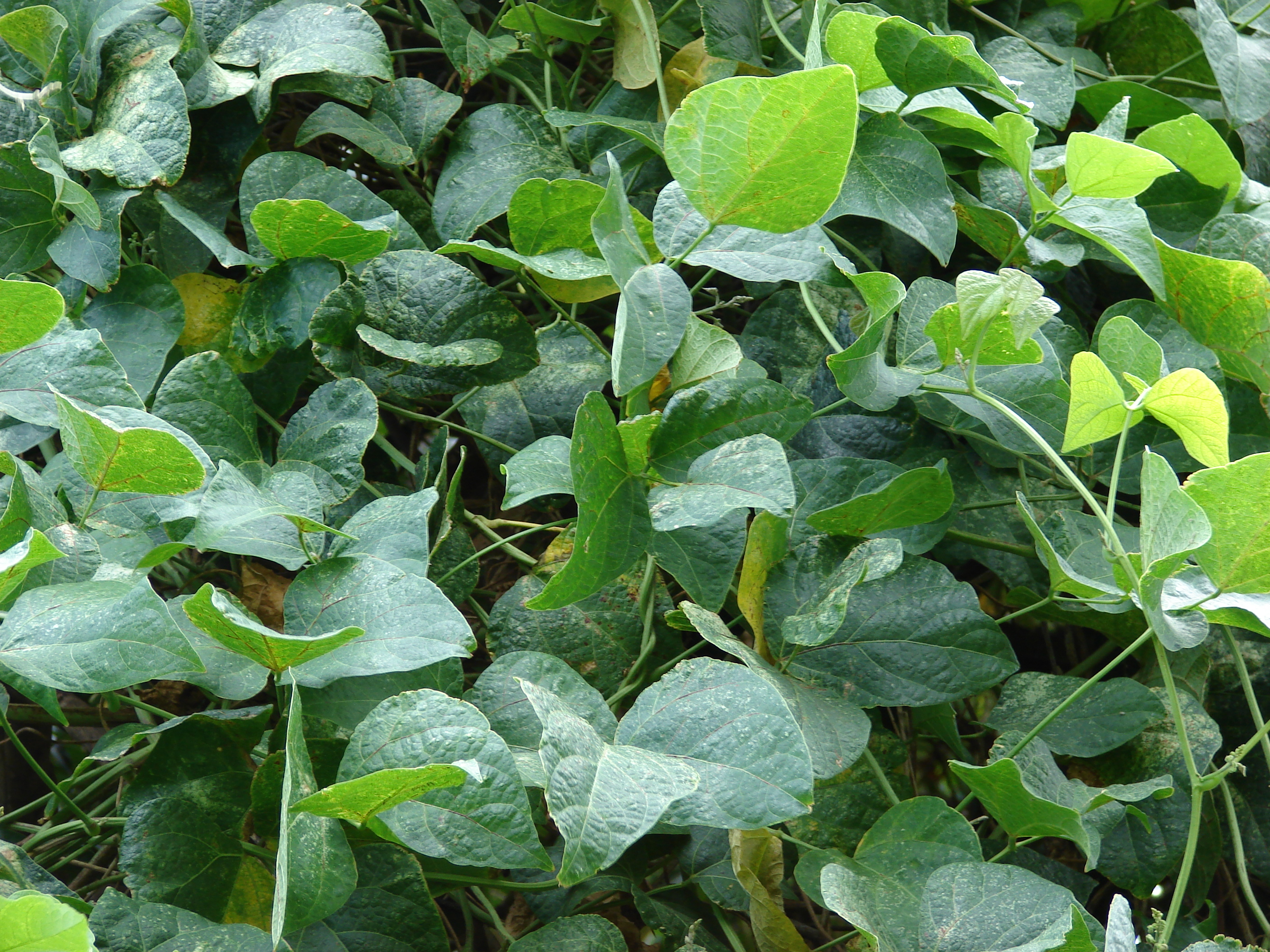
Feuilles.
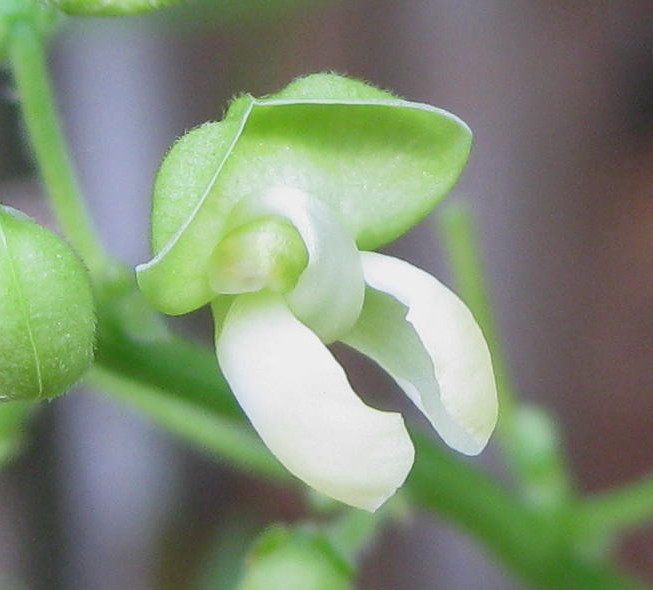
Fleur.
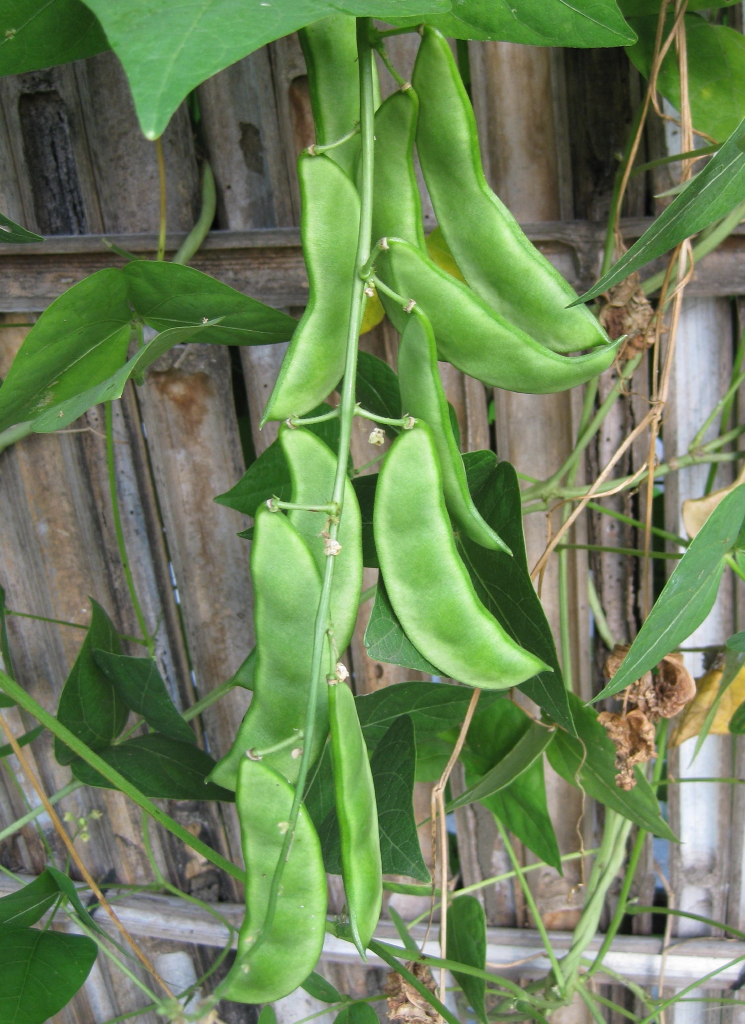
Fruits.
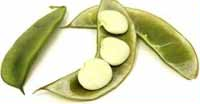
Gousse ouverte.
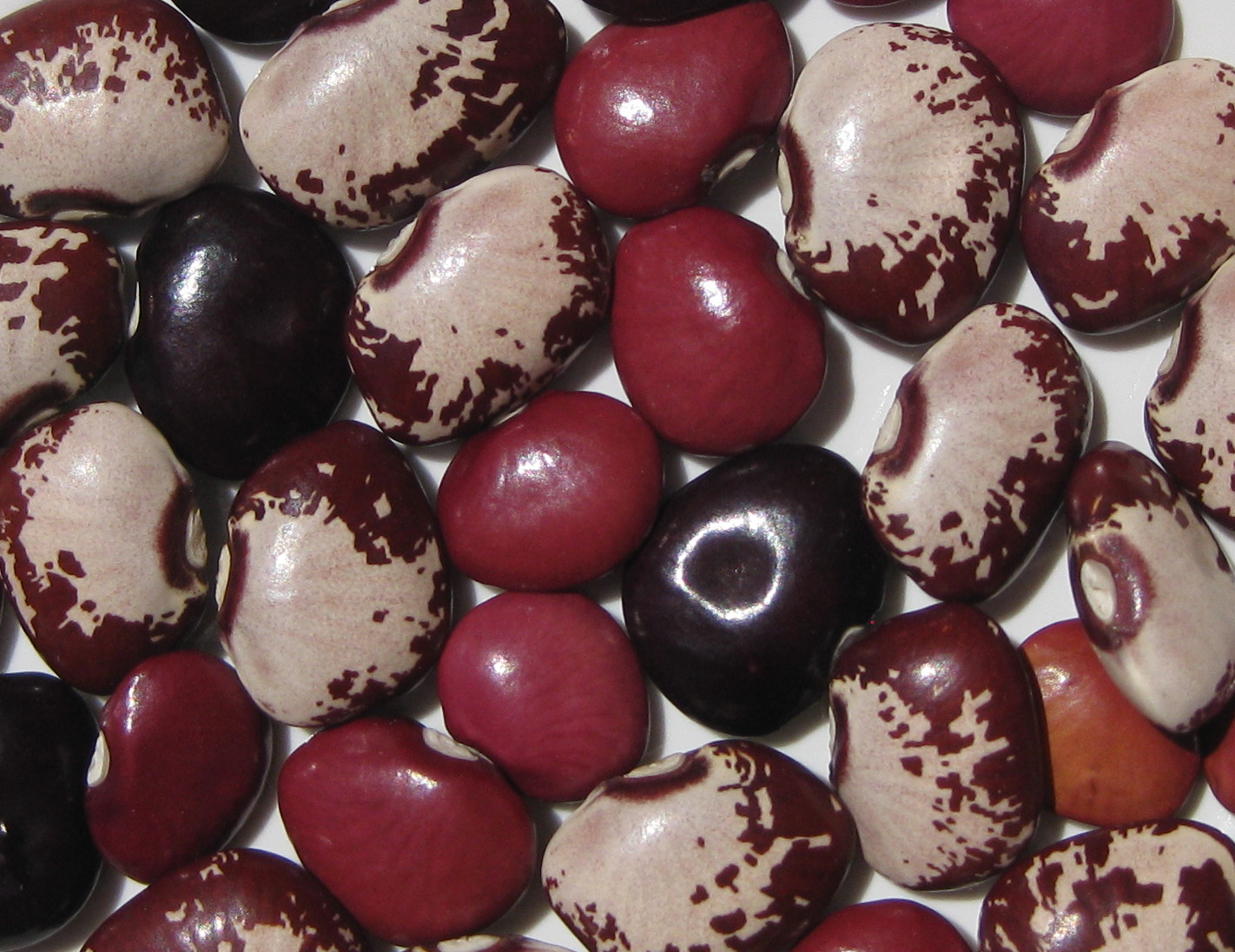
Haricots à maturité.
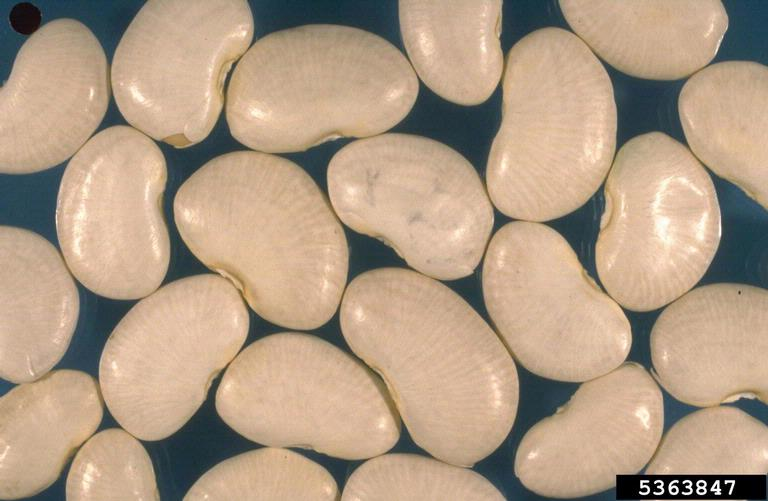
Variété grand blanc commune.
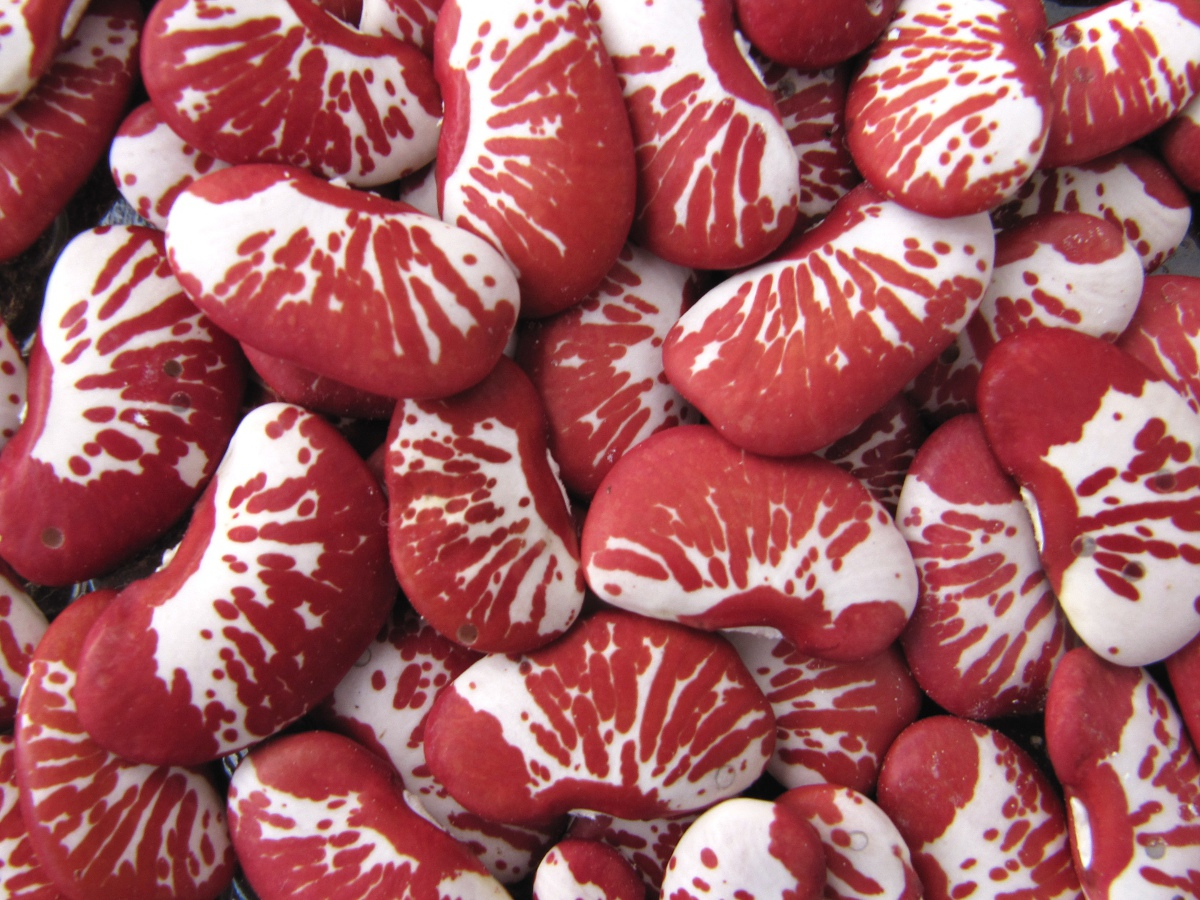
Beaucoup de variétés dans cette espèce.
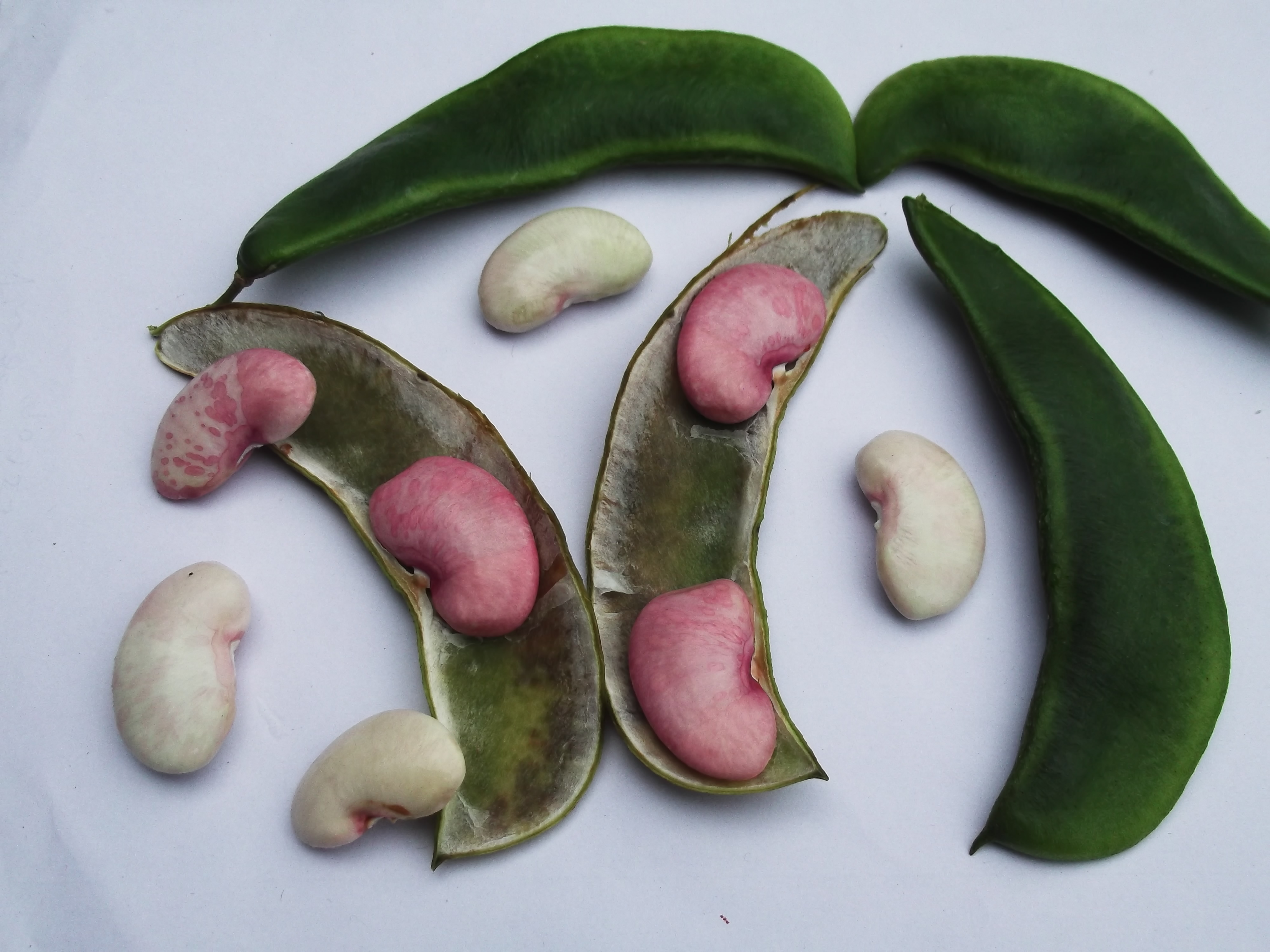
Existe aussi en noir.

## Origine et distribution
Cette espèce est originaire d'Amérique tropicale et subtropicale : Mexique, Belize, Costa Rica, Guatemala, Honduras, Nicaragua, Panama, Venezuela, Brésil, Bolivie, Colombie, Équateur, Pérou.
Il existe deux groupes issus de deux formes sauvages, un à gros grains et un à petits grains.
Le groupe le plus anciennement domestiqué est celui à gros grains, 20 à 25 mm. Il a été retrouvé lors de fouilles archéologiques dans la région d'Ancash et c'était une culture vivrière des peuples Nazca et Mochica. Il se nomme layo et pallar au Pérou, palato en Bolivie, torta en Colombie et en Équateur, et porotomanteca en Argentine.
Le groupe a petits grains, 8 à 10 mm, se nomme pois souche ou pois savon, ib chez les Mayas, patashete au Mexique, ixtapacal au Guatemala, chilipuca au Salvador, kedepa au Costa Rica, carauto en Colombie, et guaracaro au Venezuela.
Actuellement Phaseolus lunatus est largement cultivée dans les pays chauds.

## Procédés de transformation
Phaseolus lunatus
Le rendement en graines varie de 1 000 à 1 500 kg/ha en monoculture et de 200 à 600 kg/ha en culture mixte. Cependant, le rendement expérimental est beaucoup plus élevé et varie de 2 000 à 2 500 kg/ha pour le type buissonnant et de 3 000 à 4 000 kg/ha pour le type grimpant.
Avant d'être consommé, le haricot de Lima doit subir différentes étapes de transformations alimentaires pour améliorer son goût et le rendre comestible. La première étape est le nettoyage qui permet d'éliminer les impuretés. Suivie du trempage utilisé pour ramollir le cotylédon et réduire le temps de cuisson.  Au cours du processus de trempage, l'eau se disperse dans les granules d'amidon et les fractions protéiques, ce qui permet la gélatinisation de l'amidon et la dénaturation des protéines. Le tégument (la coque) des légumineuses a un goût amer et est indigeste, les légumineuses sont donc parfois décortiquées. Le décorticage est également utilisé pour réduire le temps de cuisson. Le temps de cuisson pour la mise en boîte est de 1 h à 2 h 30 et permet d'augmenter la digestibilité des nutriments. L'autoclavage est une technique de stérilisation utilisant la vapeur d'eau saturée sous pression, la chaleur associée à l'humidité provoquent la destruction des germes. La fermentation améliore le contenu nutritionnel, dégrade les antinutriments et permet d'augmenter la durée de conservation. Elle peut être réalisée naturellement dans un récipient fermé rempli avec de l'eau à température ambiante ou en présence de bactéries comme Rhizopus stolonifera, Saccharomyces cerevisiae et Aspergillus fumigatus à une température plus élevée ce qui accélérera le processus. Le séchage est réalisé pour les graines destinées à être distribuées dans les sachets et non pas en boîte de conserve. Il peut se faire mécaniquement dans un déshydrateur ou naturellement au soleil à ciel ouvert. Il permet de diminuer la quantité d’eau dans le produit, passant de 30-40 % d’humidité à 6-8 %.

## Classification
Cette espèce a été décrite pour la première fois en 1753 par le naturaliste suédois Carl von Linné (1707-1778).
Synonymes scientifiques, :
- Dolichos tonkinensis Bui-Quang-Chieu
- Phaseolus bipunctatus Jacq.
- Phaseolus ilocanus Blanco
- Phaseolus inamoenus L., 1753
- Phaseolus limensis Macfad., 1837
- Phaseolus macrocarpus Moench
- Phaseolus portoricensis Bert. ex Spreng., 1826
- Phaseolus puberulus Kunth
- Phaseolus rosei Piper
- Phaseolus saccharatus Macfad.
- Phaseolus tunkinensis Lour.
- Phaseolus vexillatus "sensu Blanco, non L."
- Phaseolus viridis Piper
- Phaseolus vulgaris "sensu Blanco, non L."
- Phaseolus xuaresii Zuccagni

### Liste des variétés
Selon Catalogue of Life (6 novembre 2014) :

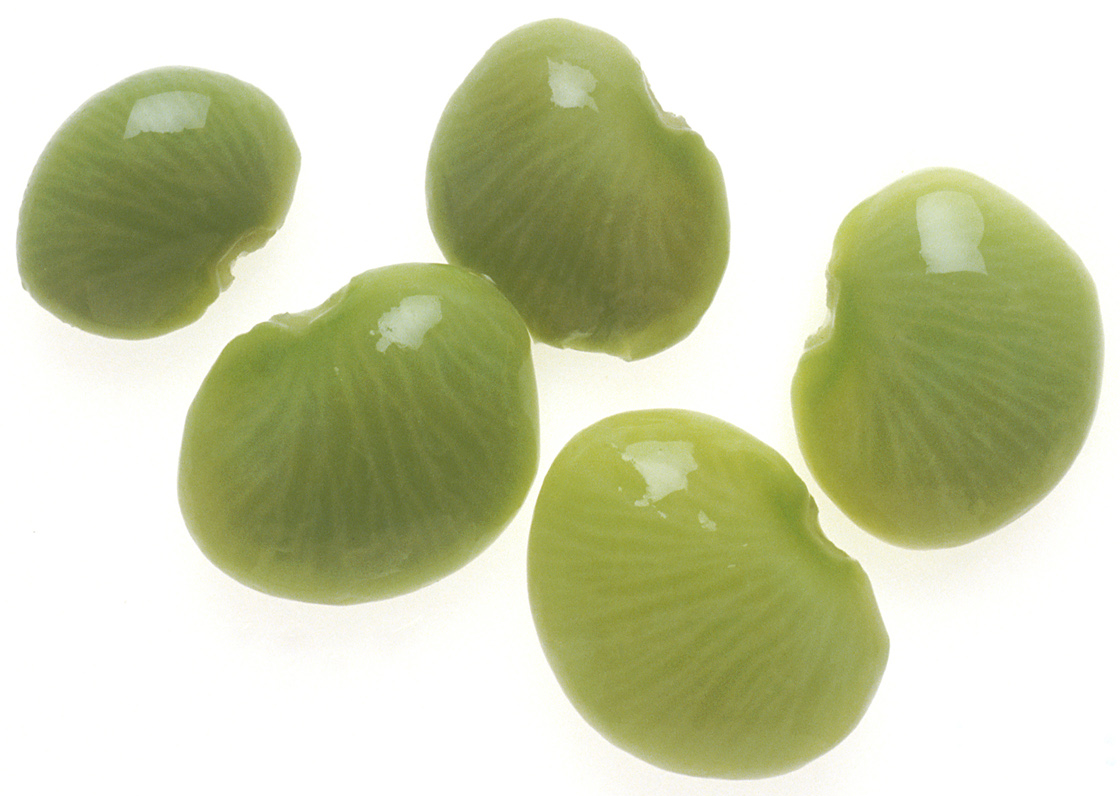
Graines immatures de haricot de Lima.

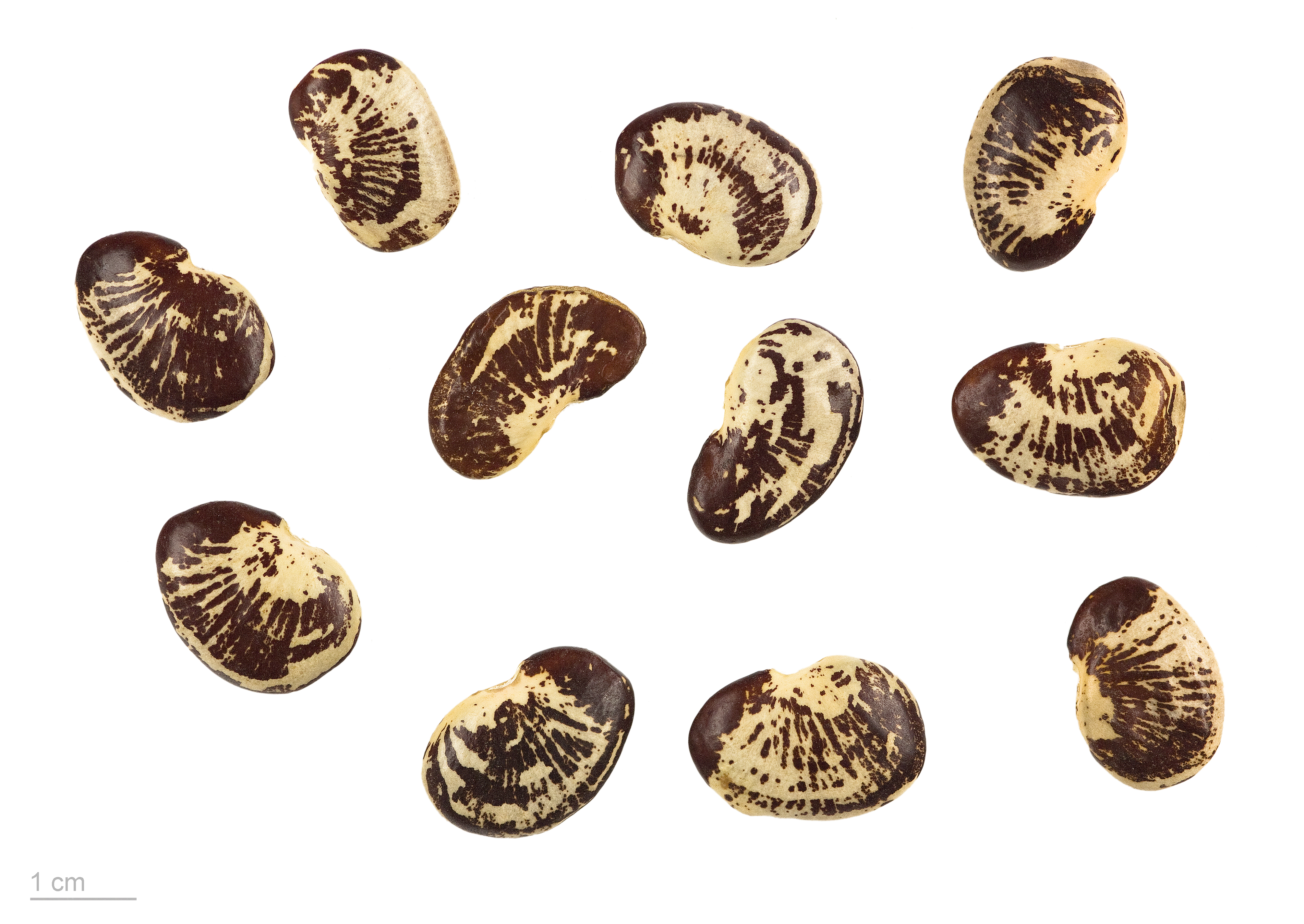
Phaseolus lunatus - Muséum de Toulouse.

- variété Phaseolus lunatus var. lunatus ;
- variété Phaseolus lunatus var. silvester.

Selon The Plant List (6 novembre 2014) :
- variété Phaseolus lunatus var. limenanus (L.H. Bailey) Burkart ;
- variété Phaseolus lunatus var. solanoides (Eselt.) Burkart.

Selon Tropicos (6 novembre 2014) (attention liste brute contenant possiblement des synonymes) :
- variété Phaseolus lunatus var. limenanus (L.H. Bailey) Burkart ;
- variété Phaseolus lunatus var. lunatus ;
- variété Phaseolus lunatus var. lunonanus L.H. Bailey ;
- variété Phaseolus lunatus var. macrocarpus (Moench) Benth. ;
- variété Phaseolus lunatus var. salicis L.H. Bailey ;
- variété Phaseolus lunatus var. silvester Baudet ;
- variété Phaseolus lunatus var. solanoides (Eselt.) Burkart.

## Valeur nutritionnelle

### Toxicité
Les graines de cette plante contiennent plusieurs facteurs antinutritionnels, dont des lectines et des inhibiteurs de protéases, ainsi que de la phaséolunatine ou linamarine. Il s'agit d'un glucoside cyanogénétique, le 2-(alpha-D-glucopyranosyloxy)-2-méthylpropanenitrile, qui libère de l'acide cyanhydrique sous l'action d'enzymes. Cette substance est détruite par la cuisson dans certaines conditions : trempage et cuisson suffisante dans un grand volume d'eau, l'eau utilisée à chacune des deux étapes doit être jetée.

## Utilisation
Toutes les variétés, différentes par la couleur des grains peuvent être consommées en grains frais à écosser. La gousse étant coriace on l'écosse généralement sèche. C'est un gros haricot blanc, vert ou taché de rouge-bordeaux qui se cuit rapidement après trempage d'une nuit. Sa texture est onctueuse, crémeuse d'où son appellation de pois savon et une saveur délicate mais la peau est épaisse. Seuls ceux à grains blancs sont consommés sous forme de haricot sec, car les grains colorés peuvent renfermer un glucoside cyanhydrique toxique. Il serait nécessaire de les bouillir, les peler puis les faire cuire.
Phaseolus lunatus se cuisine comme le haricot grain commun.
Il entre comme ingrédient principal dans de nombreuses recettes des Andes.
Sous le nom de garrofó, il est considéré comme essentiel dans l'élaboration de la paella valencienne.
Dans la cuisine traditionnelle réunionnaise et mauricienne, le pois du cap est utilisé comme accompagnement dans le cari. Au même titre que les lentilles ou d'autres variétés de haricots, il constitue ce que l'on appelle le "grain" et il est servi avec du riz, une viande ou un poisson en sauce  et le "rougail", une préparation à base de piment. Le pois du cap est aussi l'ingrédient de base du "bonbon piment", une autre spécialité des deux îles,.

#### Bases de référence
- (en) JSTOR Plants : Phaseolus lunatus  (consulté le 6 novembre 2014)
- (en) Catalogue of Life : Phaseolus lunatus L. (consulté le 15 décembre 2020)
- (en) Flora of China : Phaseolus lunatus  (consulté le 6 novembre 2014)
- (en) Flora of Pakistan : Phaseolus lunatus  (consulté le 6 novembre 2014)
- (en) Flora of Missouri : Phaseolus lunatus  (consulté le 6 novembre 2014)
- (en) GRIN : espèce Phaseolus lunatus  L. (consulté le 6 novembre 2014)
- (fr) INPN : Phaseolus lunatus  L., 1753 (TAXREF)  (consulté le 6 novembre 2014)
- (fr + en) ITIS : Phaseolus lunatus  L. (consulté le 6 novembre 2014)
- (en) NCBI : Phaseolus lunatus (taxons inclus) (consulté le 6 novembre 2014)
- (en) The Plant List : Phaseolus lunatus L.  (source : The International Legume Database and Information Service ou ILDIS) (consulté le 6 novembre 2014)
- (en) Tropicos : Phaseolus lunatus L.  (+ liste sous-taxons) (consulté le 6 novembre 2014)
- (fr) Tela Botanica (La Réunion) : Phaseolus lunatus  L.
- (fr) Tela Botanica (Antilles) : Phaseolus lunatus  L.
- (fr) Prota (Ressources végétales de l'Afrique Tropicale) : Phaseolus lunatus

#### Autres liens externes
- (fr) Phaseolus lunatus sur le site NIAS Genebank (banque de gènes japonaise
- (fr) Article de A.Danchin « Le cri du haricot » sur Phaseolus lunatus